# فيليبي دا سيلفا أموريم
فيليبي دا سيلفا أموريم (بالبرتغالية: Felipe Amorim‏) هو لاعب كرة قدم برازيلي في مركز الوسط، ولد في 4 يناير 1991 في برازيليا في البرازيل. لعب مع نادي بارانا ونادي سيارا ونادي غوياس ونادي فلومينينسي.

## وصلات خارجية
- فيليبي دا سيلفا أموريم على موقع قاعدة بيانات كرة القدم.إي يو (الإنجليزية)
- فيليبي دا سيلفا أموريم على موقع Soccerway.com (الإنجليزية)
- فيليبي دا سيلفا أموريم على موقع عالم كرة القدم.نت (الإنجليزية)